# Maria de Lourdes Polizeli
Maria de Lourdes Teixeira de Moraes Polizeli ou simplesmente Maria de Lourdes Polizeli é uma farmacêutica bioquímica e professora universitária brasileira que se destaca internacionalmente na área de etanol celulósico ao possuir uma das maiores coleções de enzimas e fungos bem caracterizados em todo o mundo, além de ser uma das cientistas brasileiras mais influentes em 2021.

## Biografia
Maria de Lourdes Polizeli fez sua graduação em Farmácia e Bioquímica na Faculdade de Ciências Farmacêuticas de Ribeirão Preto da Universidade de São Paulo (FCFRP-USP) em 1982, onde se graduou como farmacêutica bioquímica. Quatro anos depois, ela concluiu o mestrado em Ciências Biológicas, na área de especialização de Bioquímica pela Faculdade de Medicina de Ribeirão Preto da Universidade de São Paulo (FMRP-USP), após defender a dissertação "Caracterização Fisiológica e Bioquímica do sistema B-glicosidase do fungo Humicola sp" sob a orientação do professor Héctor Francisco Terenzi. Prosseguindo nos estudos com a mesma orientação de Héctor F. Terenzi., Maria de Lourdes defendeu sua tese de doutorado com o título "Estudos sobre enzimas extracelulares em Neurospora crassa" em 1991.
Aprovada por concurso público como professora da Universidade de São Paulo (USP) em 1993, ela foi lotada na Faculdade de Filosofia, Ciências e Letras de Ribeirão Preto da Universidade de São Paulo (FFCLRP-USP), onde ensina Biologia celular na graduação em Biologia daquela unidade, além de orientar dissertações de mestrado e teses de doutorado em programas de pós-graduação na mesma instituição universitária.

## Obras

### Livros
- Amilases Microbianas. São Paulo: EDUSP, 2016. (coletânea organizada em coautoria com T. M. SILVA).
- Fungal Enzymes. New York: CRC-Press, 2013. (em coautoria com M. RAI)
- Manual Prático de Biologia Celular. 2ª edição. Ribeirão Preto: Holos, 2008.
- A História do Senhor Cogumelo. Ribeirão Preto: Holos Editora, 2007. (em coautoria com P.B. Okano e J. K. BASTOS).
- Manual Pratico de Biologia Celular. Ribeirão Preto: Holos, 1999.